# Ezequiel Ponce
Ezequiel Ponce (sinh ngày 29 tháng 3 năm 1997) là cầu thủ bóng đá người Argentina chơi ở vị trí striker cho câu lạc bộ Tây Ban Nha Granada, cho mượn từ câu lạc bộ Ý AS Roma. He also holds Spanish citizenship.